# Poa herjedalica
Poa herjedalica är en gräsart som beskrevs av Harry Sm. Poa herjedalica ingår i släktet gröen, och familjen gräs. Inga underarter finns listade i Catalogue of Life.